# Bert Freeman
Bertram Clewley Freeman, noto come Bert Freeman (Handsworth, 1º ottobre 1885 – 11 agosto 1955), è stato un calciatore inglese, di ruolo attaccante.
Capocannoniere mondiale nell'annata 1909.

## Carriera
Vinse una FA Cup con il Burnley nel 1914. Fu capocannoniere della massima divisione inglese nel 1909.

## Palmarès

### Club

#### Competizioni nazionali
- Coppa d'Inghilterra: 1

Burnley: 1913-1914
- Campionato inglese: 1

Burnley: 1920-1921